# 알렉산더 케쿨레

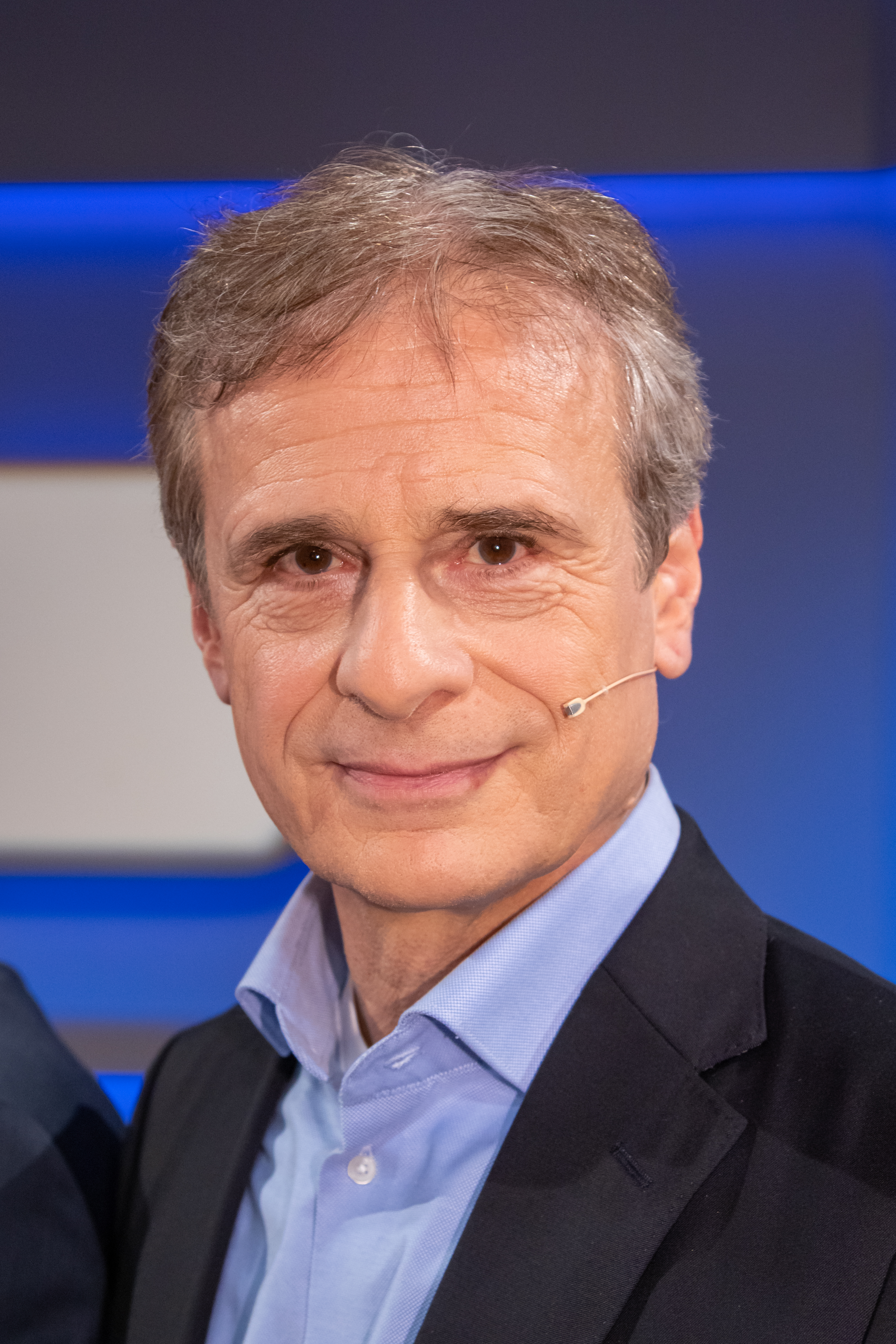
알렉산더 케쿨레

알렉산더 케쿨레 (Alexander S. Kekulé, 1958년 11월 7일 ~ )는 독일의 의사이자 생화학자이다. 그는 1999년부터 할레-비텐베르크 대학교에서 바이러스학 교수이자 의학미생물학 연구소장으로 재직중이며, 미생물학/바이러스학/감염역학 전문의이자 임상병리학 전문의이기도 하다.

## 생애
그는 발도르프학교와 루프레히트 김나지움 (Rupprecht-Gymnasium)을 다니다가 1979년 아비투어에 합격하여 1987년까지 베를린 자유대학교와 뮌헨 대학교에서 철학, 생화학과 의학을 전공했다. 1988년 그는 맥킨지 & 컴퍼니에서 여름 인턴 (summer associate)으로 잠시 일했고, 이후 1988년부터 1993년까지 바이에른주의 마르틴스리트 (Martinsried)에 있는 막스 플랑크 생화학 연구소의 페터 한스 호프슈나이더 (Peter Hans Hofschneider) 밑에서 연구원으로 활동했다. 1990년 베를린 자유대학교에서 생화학 박사 학위를 취득하고, 1992년에는 뮌헨 대학교에서 의학 박사가 되었으며, 1993년에는 뮌헨 공과대학교에서 미생물학/바이러스학 관련으로 하빌리타치온 과정을 마쳤다. 1993-94년 동안 그는 뮌헨에 있는 천주의 성 요한 수도회 병원 내과에서 환자를 돌보았고, 1994-1996년까지는 뮌헨 대학교 산하의 막스 폰 페텐코퍼 연구소 (Max von Pettenkofer-Institut)에서 일했다. 1997-98년까지 그는 튀빙겐 대학교의 바이러스학 연구소 부소장으로 있었고, 1999년에 할레-비텐베르크 대학교의 교수로 부임했다.
케쿨레는 결혼하여 다섯 아이를 두고 있으며, 뮌헨에 거주하고 있다.
1968년, 케쿨레는 아역 배우로 롤란트 클릭 (Roland Klick) 감독의 영화 "Bübchen"의 주연을 맡은 적이 있다. 참고로 케쿨레의 당시 이름은 자샤 우르히스 (Sascha Urchs).

## 연구 분야
케쿨레의 연구 중점은 감염병, 생물학적 주민보호, 생명윤리학이다. 1992년 그와 그의 연구팀은 간암의 분자병리역학적 기원을 규명하던 중, 특정 화학 물질과 반응해 종양의 원인이 되기도 하는 B형 간염 바이러스의 HBx가 간세포 내에서 신호 연쇄증폭 (signal cascade)을 일으킨다는 것을 밝혀내었으며, B형 간염 바이러스의 조절 유전자인 preS/S transactivator의 발견 역시 이들에 의해 이루어졌다. 인플루엔자 범유행 대비 계획을 세우는 것도 그의 주요 활동 분야 가운데 하나다.

## 영예
케쿨레는 바이러스로 인한 암의 발현을 연구한 공로로 1990년 암 연구를 위한 카를 하인리히 바우어 기념상 (Karl-Heinrich-Bauer-Gedächtnispreis für Krebsforschung)을, 1992년에는 국제간학회 (International Association for the Study of the Liver)로부터 한스 포퍼 기초연구상 (Hans Popper Award for Basic Research)를 받았다. 1991년 그는 독일 위생학/미생물학 협회의 발전상과 독일 화학산업협회상을 수상했고, 1997년에는 스미스클라인 비첨 (SmithKline Beecham) 재단의 출판상도 그에게 돌아갔다. 그가 아직 부친의 성을 따라 알렉산더 우르히스로 활동하던 젊은 시절에는 독일민족장학재단 (Studienstiftung des deutschen Volkes)의 장학생으로 뽑혔고, 청소년학술대회 (Jugend forscht)에서 바이에른주 우승자가 된 적도 있다. 케쿨레는 독일 내무부 민방위위원회의 위원이기도 했으며, 2010년부터는 독일 의사협회 의약품위원회와 독일민족장학재단 선발위원회에 참여하고 있다. 1990년부터 2004년까지 그는 바이러스학 교육/추가교육 위원회의 일원으로 활동했다.

## 언론 활동 내역
케쿨레는 학술 논문 외에도 자연과학의 사회적, 윤리적인 면을 다룬 글을 기고하기도 한다. 그의 기고문은 디 차이트, 슈피겔, 노이에 취르허 차이퉁과 위디셰 알게마이네 (Jüdische Allgemeine) 등에 실린 적이 있으며, 일간지인 데어 타게스슈피겔 (Der Tagesspiegel)에서는 1999년부터 "Was Wissen schafft"라는 칼럼을 게재하고 있다.
케쿨레는 2001년 제3세계의 에이즈 퇴치를 위한 글로벌 펀드를 결성할 것을 촉구했으며, 유전자에 대한 인권을 주장했다.
2020년 4월 현재 스코퍼스 데이터베이스에 의하면 케쿨레는 그의 32개 논문이 1170번 인용되어 14의 h 지수를 기록하고 있다.

## 코로나19 범유행
2020년의 코로나19 범유행 동안 케쿨레는 독일이 유행병에 제대로 대비가 되어 있지 않다고 여러번 공개적으로 의견을 표명했다. 역병 유행 초반에 그는 코로나바이러스가 큰 위협이 되지 않으나, 언제든지 돌연변이로 인해 위협이 증가할 수가 있으므로 입국자들을 격리시키는 것을 추천했다. 시간이 흐르자 그는 공항에서의 방역 조치를 훨씬 강화할 것을 주장했으며, 독일에서 COVID-19 유행이 시작되자 2주간의 "코로나 방학"의 필요성을 강조했고, 2020년 3월 16일부터 학교와 유치원이 문을 닫음에 따라 이는 현실화되었다. 또한 그는 대규모 집회는 전부 취소되어야 하고 독일 내에서의 여행도 최소한으로 줄여야 한다는 의견을 내었으나, 동시에 역병 확산에 대한 지나친 공포심의 유발 또한 경계해야 한다는 입장이었다.
중부독일방송과 함께 주중에는 케쿨레의 코로나나침반 (Kekulés Corona-Kompass)이라는 팟캐스트를 내보내고 있다.

## 같이 보기
- 크리스티안 드로스텐